# リムパー
リムパー または リンパー (ドイツ語: Rimpar) は、ドイツ連邦共和国バイエルン州ウンターフランケン地方のヴュルツブルク郡の市場町である。

## 地理
リムパーはヴュルツブルクの北約10kmに位置する。

### 自治体の構成
この町は、公式には5つの地区 (Ort) からなる。このうち小集落や孤立農場などを除く集落を以下に列記する。
- グラムシャッツ
- マイトブロン
- リムパー

## 歴史
リムパーは11世紀に初めて記録されている。当時の表記は "Rintburi" であり、「家畜小屋の村」の意味である。
ドイツ農民戦争の時代、リムパーはヴィルヘルム・フォン・グルムバッハの所領となり、ヴュルツブルク司教本部との紛争に巻き込まれた。これにより城は破壊され、教会は焼失した。ヴィルヘルムの死後、息子のコンラートはヴュルツブルク司教領主に降伏した。この過程で彼は城と村を司教領主ユリウス・エヒターに売却するよう強いられた。エヒターは活発な建設工事に着手し、城砦を狩りの城館に改築し、教区教会を改修した。
ヴュルツブルク司教領のツェント（当時の地方行政区画）は、1802年に世俗化されてバイエルン大公領となった。その後1806年にトスカーナ大公フェルディナンド3世が建設したヴュルツブルク大公国領に移されたが、1814年に再びバイエルン大公国領となった。バイエルンの行政改革の時代、1818年の市町村令により、現在の自治体が成立した。
遅くとも19世紀にはユダヤ人家族がこの町に住んでおり、ユダヤ教会が組織され、マルクト広場9番にシナゴーグが建設された。1938年11月の迫害運動によりこのシナゴーグは突撃隊によって破壊され、その後この建物は倉庫として使われた。この事実を記した記念プレートが町役場に取り付けられている。

### 人口推移
- 1970年 6,884人
- 1987年 7,016人
- 2000年 7,877人

## 行政
町長はベルンハルト・ヴァイトナー (CSU) である。彼は2020年に町長に就任した。

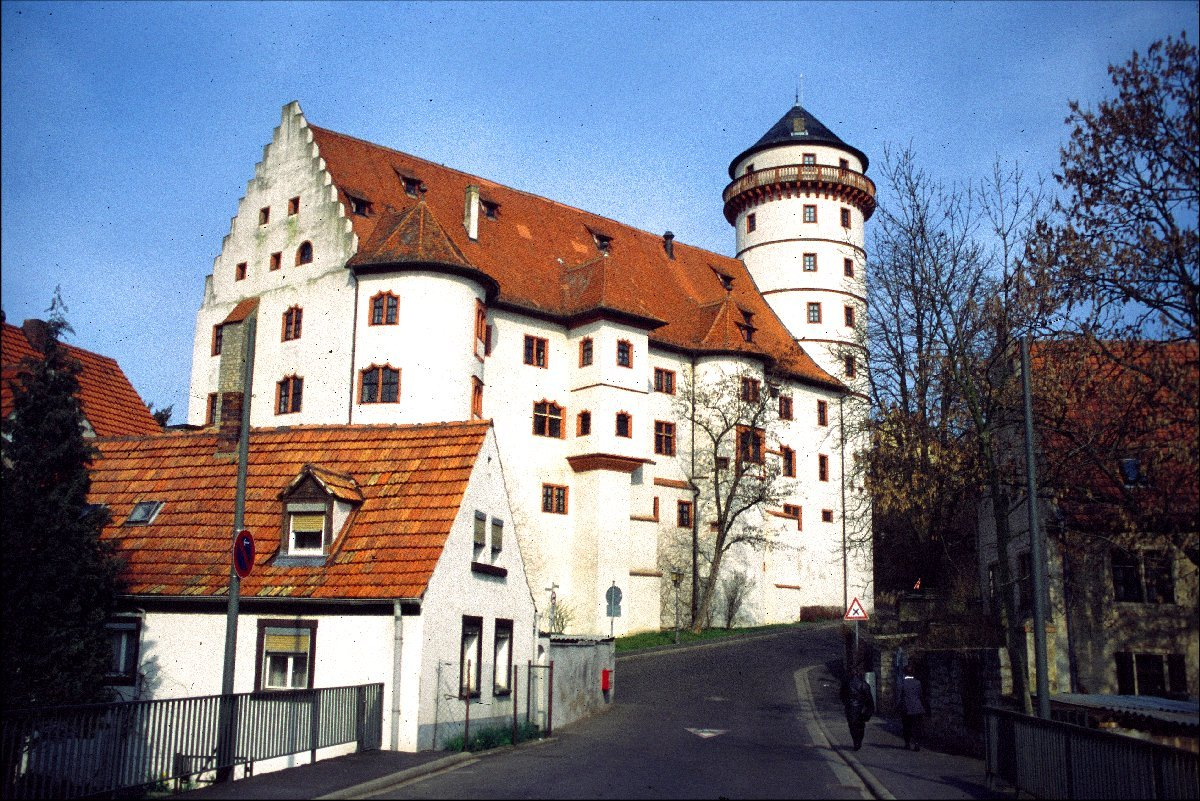
リムパー城

## 文化と見所
この町の風景はカトリック教会と城館によって形作られている。城館は、14世紀（1347年）にハンス・フォン・グルムバッハによって建設された南ドイツ地方で最も印象深い水城の一つである。
1km離れたマイドブロンにはティルマン・リーメンシュナイダーの重要な作品である聖アフラ教会がある。このかつてのシトー会女子修道院の修道院教会には、リーメンシュナイダー最後の作品であるキリスト哀悼の祭壇がある。

## 経済と社会資本

### 経済と農林業
リムパーは第二次世界大戦のずっと後まで「マウラードルフ」（左官の村）として知られ、平均以上の多くの左官がリムパーの会社で働いていた。これらの会社はヴュルツブルク地方の外でも広く活動しており、ルートヴィヒスハーフェン・アム・ラインのオッパウ市区でも仕事を行っていた。オッパウ大爆発ではリムパーの10人の左官が命を落とした。墓地には「オッパウの十字架」が建立されている。
1992年7月6日にリムパーで再生可能資源を育成する公益協会C.A.R.M.E.N.が設立された。その後、この協会はシュトラウビングに本部を移した。

### 交通
平日20時までは30分ごと（20時以降はほぼ1時間毎だが不定期）にヴュルツブルク、リムパー、マイドブロンの間をバス路線45系統が走っている。週末は1時間毎の運行である。グラムシャッツへは8114系統のバスが運行されているが、このバスはリムパーではマルクト広場に停車するだけである。

### 教育
- 基礎課程・本課程学校 1校

## 人物
- ヴィルヘルム・フォン・グルムバッハ（1503年 - 1567年）騎士
- ヘンリー・レーマン（1821年? - 1855年）およびメイヤー・レーマン、リーマン・ブラザーズの創始者
- ベルント・ホラーバッハ（1969年 - ）サッカー選手
- ラルフ・カイデル（1977年 - ）サッカー選手

## 引用
1. ↑  https://www.statistikdaten.bayern.de/genesis/online?operation=result&code=12411-003r&leerzeilen=false&language=de Genesis-Online-Datenbank des Bayerischen Landesamtes für Statistik Tabelle 12411-003r Fortschreibung des Bevölkerungsstandes: Gemeinden, Stichtag (Einwohnerzahlen auf Grundlage des Zensus 2011)
2. ↑  Bayerische Landesbibliothek Online
3. ↑  Gedenkstätten für die Opfer des Nationalsozialismus. Eine Dokumentation, Band 1. Bundeszentrale für politische Bildung, Bonn 1995, ISBN 3-89331-208-0, S. 189
4. ↑  “Bürgermeisterstichwahl - Kommunalwahlen 2020 im Markt Rimpar - Gesamtergebnis”. 2021年4月12日閲覧。
5. ↑  学位論文『 ヴュルツブルク郡北部のキリスト十字架像 』2008年11月6日